# Carl Mosterts
Carl Mosterts (* 28. Oktober 1874 in Goch, Niederrhein; † 25. August 1926 in Lausanne) war Nestor der katholischen Jugendseelsorge und Jugendverbandsarbeit in Deutschland zu Beginn des 20. Jahrhunderts.
Mosterts trat als Theologiestudent in Freiburg der KStV Brisgovia im KV bei und blieb diesem zeitlebens verbunden. Nach der Priesterweihe im Jahre 1900 wurde er Kaplan an der Kirche St. Maximilian in Düsseldorf, später an St. Lambertus  in Düsseldorf. Hier wurde er bald als ein der Jugend gegenüber aufgeschlossener Priester bekannt, der zudem auch pädagogisch und organisatorisch besonders begabt war.
Mosterts hat die katholische Jugendbewegung in Deutschland maßgeblich beeinflusst. 1908 wurde er Generalsekretär des 1896 gegründeten Verbandes katholischer Jugendvereine und 1913 Generalpräses (dann: Verband der katholischen Jugend- und Jungmännervereine Deutschlands). Unter seiner Leitung wuchs der Verband auf 4400 Vereine mit 400.000 Mitgliedern (1926) an. Das von ihm 1922 neben dem Altenberger Dom im Bergischen Land bei Köln als Begegnungsstätte gegründete Haus Altenberg wurde unter seinem Nachfolger Prälat Ludwig Wolker 1926 zum Zentrum der katholischen Jugendbewegung in Deutschland. Es besteht noch heute als Jugendbildungsstätte des Erzbistums Köln.
1920 gründete Mosterts im Rahmen des Katholikentages 1920 den katholischen Sportverband Deutsche Jugendkraft. Im gleichen Jahr erhielt er den Ehrentitel Monsignore.